# Tempio Sacrario della Cavalleria
La chiesa dell'Arma di Cavalleria Italiana, chiamata chiesa rossa per via del colore dei suoi mattoni, è la più antica di Voghera. Presenta una storia molto singolare: dopo essere stata sconsacrata nel 1805, diventò deposito delle polveri per i militari e successivamente fu abbandonata e quasi distrutta. Dopo i necessari lavori di restauro, resi possibili grazie ai contributi di enti e di privati, è divenuta il tempio sacrario della Cavalleria Italiana con intitolazione ai santi Ilario, titolare originario della chiesa, e Giorgio, patrono dell'Arma di cavalleria italiana.

## Storia
L'edificio viene fatto risalire al XII secolo, anche se vi è chi ha proposto l'anno 732 attribuendone la fondazione al re dei Longobardi Liutprando, mentre alcuni studiosi locali hanno voluto proporre suggestivi rimandi a epoche precedenti. La costruzione sorgeva entro proprietà terriere del monastero di Santa Maria e Aureliano di Pavia,  detto del Senatore, che aveva succursale in Voghera con propri edifici in porta Sant'Ilario.
I primi documenti, risalenti al XII secolo, testimoniano che la chiesa di Sant'Ilario fu indipendente dall'ingerenza temporale e spirituale della curia di Tortona e della pieve di San Lorenzo di Voghera. Dalla seconda metà del XII secolo la chiesa viene citata in documenti che riguardano, per lo più, controversie tra la badessa e il vescovo di Tortona, a proposito dell'indipendenza del rettore di Sant'Ilario, lite che si protrasse sino al 1195 e che vide l'interesse di tre papi: papa Alessandro II, papa Lucio III e papa Celestino III. La lite riesplose nel periodo 1205-1208 tra gli stessi soggetti, con l'aggravante in questo caso della scomunica comminata dal vescovo Opizzone ai parrocchiani di Sant'Ilario.
La composizione della nuova vertenza riconfermò il diritto all'autonomia della cappella sottoposta al dominio monastico.
Va detto che la presenza del monastero a Porta Sant'Ilario fu determinante per lo sviluppo urbanistico della zona, che ebbe nei possedimenti delle suore tutte quelle strutture produttive come forni, mulini, torchio che ne fecero un centro di potere finanziario, determinando così anche diatribe con il comune di Voghera.
Dai documenti contabili sappiamo del ruolo avuto dai rettori in campo amministrativo, mentre non ci viene fornita alcuna notizia della chiesa. Solo in due casi abbiamo informazioni, anche se indirette, sullo stato dell'edificio:
- 1243 con la nomina, da parte della badessa, del rettore Giovanni Anguissola, si evince una situazione abbastanza florida, per cui è lecito dedurre che alla cappella furono certamente riservate particolari cure;
- 1327 in tale anno il rettore (di nuova nomina) Ottone si impegnava alla cura e manutenzione dell'edificio.

L'ultimo atto di nomina a noi pervenuto è del 1478.
Scarsissime le testimonianze riguardanti i secoli XV-XVI-XVII; per lo più trattasi dei rapporti intrattenuti dal cenobio con il comune di Voghera a proposito di diritti, doveri e affitti (tracce nell'archivio civico - notarile).
Tra il 1445 e il 1533 si trovano annotazioni relative al pagamento di somme spettanti al sacerdote concelebrante la messa in occasione dell'anniversario di sant'Ilario, per cui la chiesa era certamente adibita ad attività religiose. Altra conferma di attività religiose nell'edificio riguarda l'invito rivolto dal sindaco Bonamici, su istanza della badessa, al consiglio comunale a che questi doni all'oratorio, nel 1543, una campana di piccole dimensioni necessaria per l'uffizio divino che si celebra nei giorni festivi. Situazione del tutto mutata nel 1561. In questo anno, infatti, dai documenti di una visita pastorale si legge: "La cappella è stata abbandonata", cosa che viene anche confermata negli scritti relativi alla diatriba con la curia diocesana di Tortona a proposito di decime. Quanto sopra ci induce a credere che l'edificio fosse in decadenza e che probabilmente in quegli anni le mura presentassero lesioni e crepe. Durante la peste del 1630 nel cimitero annesso e nella stessa chiesa trovarono riposo i borghigiani deceduti a seguito del morbo. Dai registri di natalità, mortalità e matrimoni, conservati presso il duomo cittadino, si deduce che sino al 1736 la "chiesa rossa" è stata testimone dei relativi riti. Nel 1685 la chiesa viene menzionata, a proposito della visita del vescovo di Ceva, come intitolata a sant'Enrico, ma nulla sappiamo del cambio di denominazione; nella relazione si parla anche d'un recente e pregevole restauro. Nello scritto che ricorda la visita del vescovo di Resta, avvenuta nel 1742, si precisa che la cura della cappella è affidata alla signora Angelica Richini, affittuaria degli annessi terreni agricoli, e che vi si officia oltreché alla festa di sant'Ilario anche in altre rare occasioni. È molto dettagliata la relazione sull'edificio redatta a seguito della visita del vescovo Andujar (1754) contenente un'accurata descrizione, corredata di misurazioni di ogni porzione dell'edificio.
Dal 1798 al 1799 le monache del monastero del Senatore avanzano insistenti e ripetute proteste per il sequestro dei frutti dei loro possedimenti in Voghera. È questo il definitivo segnale della dissoluzione del dominio monastico, a cui si accompagnerà l'oblio non solo del prestigio, ma anche della struttura materiale della chiesa.
Nel 1821 il "locale detto la Chiesa Rossa", divenuto di proprietà comunale, è soggetto a quelle riparazioni che si ritengono indispensabili per consentirne l'utilizzo come magazzino, vale a dire: restauro del tetto e della porta ed otturamento in pieno di cinque finestre necessario per le difese di pericolo d'incendio.
Da alcuni scritti del 1841 e 1848 emerge che l'edificio è affittato alle Regie Gabelle e che è molto trascurato: l'edificio è fatiscente, «...con una porta di legno assai vecchia e malferma ed il tetto rotto vecchio e forato».
Lamentele si hanno ancora nel 1857 e anche nel consiglio comunale si comincia a discutere della pericolosità dell'edificio; c'è chi propone di non affittarlo più e di costruire per le polveri un altro magazzino fuori città. Non essendoci però in Voghera altro luogo adatto all'utilizzo come magazzino, la città riceverebbe un grave danno economico. Pertanto si istituisce un corpo di guardia e si eseguono alcuni lavori intorno alla polveriera, allo scopo di garantire una maggiore sicurezza.
Anche se con qualche problema di insolvenza, la Chiesa Rossa resta affidata alle Regie Gabelle fino al 1871. Dal 1878 Sant'Ilario diventa polveriera del Distretto Militare e, per adattarla a questo uso, sono necessari nuovi lavori che la modificano e la devastano.
Solamente nel 1916 ci si rese conto dello scempio fatto e che era necessario salvaguardare il monumento da ulteriore degrado; le vicende belliche non consentirono di porre mano al progetto. Al termine della prima guerra mondiale iniziarono i lavori per il recupero della struttura originaria; infatti, a causa delle piene dello Staffora, era stato giocoforza rialzare i pavimenti e di conseguenza i muri perimetrali, la copertura inoltre era stata trasformata a volte rinascimentali.
Il 27 gennaio 1933 la Soprintendenza, dopo un sopralluogo, dette il beneplacito ai lavori per il restauro analogico, lavori che si protrassero sino al 1938. Le vicende belliche connesse al secondo conflitto mondiale determinarono una sosta forzosa ma, quando la situazione economica generale lo consentì, si tornò di nuovo ad interessarsi al monumento.
A seguito di un'iniziativa della sezione culturale dell'Ente pro Oltrepò d'intesa con la Presidenza Nazionale dell'Associazione Nazionale dell'Arma di Cavalleria, il consiglio comunale - con delibera del 24 giugno 1952 - destinava la "Chiesa Rossa" a Tempio Sacrario col titolo di sant'Ilario, l'antico patrono, e di san Giorgio celeste, patrono dei cavalieri italiani.
Con le prime offerte, provenienti dai cavalieri di tutta Italia, si dava inizio nella primavera del 1953, sotto il controllo della Soprintendenza ai Monumenti della Lombardia, all'opera di restauro; iniziavano così i definitivi lavori di restauro al cui termine la chiesa si presentava così come oggi appare.
Il 21 aprile 1956 il Tempio venne riconsacrato ed il 22, presenti i sette Stendardi dei Reggimenti ricostituiti nel dopoguerra, celebrante il cardinale Piazza, già cappellano militare dei "Cavalleggeri di Padova", venne inaugurato dal Capo dello Stato Giovanni Gronchi.

## Affreschi
Sulla parete vicina all'arco trionfale vi sono ancora tracce di decorazioni, come il motivo a "pelte" o quello a semicerchi, ma tutti molto rovinati e di difficile osservazione. 
Sull'arco trionfale vi sono ancora alcuni frammenti di affreschi; in uno, sebbene piuttosto danneggiato dal tempo, è rappresentato il volto di un vescovo, forse lo stesso sant'Ilario, con fattezze e proporzioni già incontrate nelle altre chiese dell'Oltrepò Pavese, soprattutto per la forma degli occhi e del viso. Per caratteristiche del tratto, molto morbido e sinuoso, e il cromatismo acceso, questi frammenti sembrano risalire al XII-XIII secolo.

## Aspetto attuale
Si accede scendendo i gradini del moderno sagrato poiché si trova per circa un terzo della sua altezza al di sotto del livello della stradale. La facciata è contornata da due contrafforti di sezione rettangolare, in grandi blocchi di pietra, che sporgono solo lievemente dal fronte, si legano senza soluzione di continuità alla fascia di coronamento ad archetti pensili, che segue l'andamento del tetto, ed in cui sono contenuti bacini ceramici di restauro, collocati secondo una scansione che rispetta quella originaria. Sopra questi una fascia a dente di sega, contenuta entro due cornici piane, di cui l'inferiore è sostenuta da mensoline, sottolinea i due spioventi. Il partito decorativo attua così un inquadramento della facciata, ed il suo valore di "cornice" è ribadito fortemente proprio dal legame diretto dell'ultimo archetto di ogni lato con il margine interno dei contrafforti, oltre che dall'ovvia coincidenza della fine della fascia a dente di sega con il loro margine esterno. Una zoccolatura modanata in arenaria delimita alla base l'intero prospetto.
Al limite superiore di ciò che resta del portale, una cornice marcapiano ripartisce orizzontalmente la facciata in due parti. Quella superiore è divisa in tre parti uguali da due piccoli salienti di sezione grosso modo semicircolare, dei quali uno ha perduto il suo coronamento, l'altro conserva le tracce di un capitellino. La porzione centrale così individuata è quella su cui più hanno pesato gli interventi di restauro svoltisi dagli anni trenta fino alla metà del XX secolo, che vi hanno realizzato una piccola apertura a croce greca e una bifora; una fonte della metà del XVIII secolo, nel descrivere l'edificio, parla invece di una trifora proprio in quella posizione. L'abside, semicircolare, scandita da due semicolonnine laterizie, è stata ricostruita sulla base dei pochi resti di quella antica.
L'interno è ad aula unica con copertura a capriate; nel settore superiore della parete sono murate due file di grosse formelle in ceramica, raffiguranti gli stemmi dei reggimenti di cavalleria. Meritano di essere osservati, inoltre, i lacerti di affreschi nell'intradosso dell'arcata trionfale (prima metà del XIII secolo), unici resti di una decorazione pittorica di cui non siamo in grado di precisare l'estensione originaria. I tre frammenti più significativi si trovano nel sottarco dell'arcata trionfale, uno verso il lato nord e due poco più in alto delle reni. Nel primo si riconosce il volto di un santo vescovo, forse sant'Ilario, circondato da un'ampia aureola rossa con una sottile fascia di contorno bianca.

## Il priorato
Il tempio dalla sua costituzione, è retto da un priorato, diretto da un priore, nominato dal presidente nazionale dell'Associazione arma di cavalleria su indicazione del suo consiglio nazionale.
Il priore, nell'ordinaria amministrazione, è assistito da un vice priore e da un cancelliere /tesoriere, di nomina diretta del priore, nonché dai patroni, cioè i sostenitori di questa istituzione, presenti nel direttivo (giunta esecutiva) con un loro rappresentante.
Le decisioni che esulano la normale attività del tempio, sono adottate da un consiglio generale composto dai membri della predetta giunta, nonché dal presidente nazionale dell'Arma di cavalleria, dal consigliere nazionale ANAC per la Lombardia e dal sindaco della città di Voghera.
Il priore ha poi il compito di promuovere la conoscenza e la diffusione dei valori propri dell'Arma di cavalleria, mediante:
- conferenze;
- visite a scuole ed istituzioni;
- iniziative pubbliche;
- cerimonie a sfondo patriottico e di culto;
- pubblicazioni.